# Harmadkor (Középfölde)
A harmadkor a J. R. R. Tolkien angol nyelvészprofesszor és író által kitalált Középfölde nevű fantáziavilág egyik korszaka.
A Másodkor azzal ért véget, hogy a tündék és emberek szövetsége Gil-galad és Elendil vezetésével megdöntötte Szauron mordori uralmát, elvéve tőle az egy Gyűrűt. Ez a másodkor 3441. éve volt.
A Harmadkor vége a M.i. 1421, vagyis H.k. 3021-es esztendő, melynek szeptemberében Samut kivéve a Nagy Gyűrűk összes hordozója (Zsákos Frodó, Bilbó, Galadriel, Elrond és Gandalf) a Szürkerévből kihajózva eltávozott Középföldéről (Samu csak jóval később követte őket, ahogy a Gyűrű Szövetsége két másik tagja, Legolas és Gimli is).

## Története
2-ben Isildur elülteti Minas Anorban a Fehér Fa egy palántáját. A Déli Királyságot átengedi Meneldilnek, unokaöccsének. A nősziromföldi mészárlás; Isildur és három fia elesik. 10-ben Isildur legkisebb fia Valandil trónra lépése Arnorban. 100-ban Elrond feleségül veszi Celeborn és Galadriel lányát, Celebríant. 139-ben megszületnek Elrond fiai: Elladan és Elrohir. 241-ben Arwen Undómiel születése.
1050-ben van Gondor hatalmának tetőfoka. Ez idő tájt borul árnyék a Zöld-erdőre, és az emberek Bakacsin-erdőnek kezdik nevezni. A krónikák először említik a gyaplábúakat, perianok-at. 1100-ban a bölcsek rájönnek, hogy gonosz hatalom fészkelte be magát Dol Goldurba. 1300-ban sokasodnak a baljós jelek. A Köd-hegységben elszaporodnak az orkok, és megtámadják a törpöket. Újra megjelennek a Gyűrűlidércek. Vezérük északnak fordul és eléri Angmart 1409-ben Az angmari Boszorkányúr betör Arnorba, az Amon-sûl-i torony lerombolása. 1432-ben Valacar gondori király meghalt, és elkezdődik a Rokonviszály Polgárháborúja. 1437-ben Osgiliath leég, a palantír odavész. Eldacar Rhovanionba menekül; fiát, Ornendilt meggyilkolják. 1447-ben Eldacar visszatér, és elűzi a bitorló Castamirt. 1636-ban a Fekete Vész kipusztítja Gondort. Meghal Telemnar király, gyermekeivel együtt. Minas Arnorban elpusztul a Fehér Fa. 1640-ben Tarondor király átköltözteti házát Minas Arnorba, és egy új Fehér Fát ültet. Osgiliath kezd romba dőlni.
1974-ben az Északi-királyság vége, a Boszorkányúr lerohanja. 1976-ban az arnori kincseket Elrondra bízzák. 1980-ban a Boszorkányúr Mordorba érkezik, és ott összetoborozza a Gyűrűlidérceket. Móriában felbukkan egy balrog és megöli VI. Durint. 1981-ben I. Náin elesik. A törpök elmenekülnek Móriából. Amroth és Nimrodel eltűnik.
2002-ben a nazgûlok kétévi ostrom után beveszik Minas Ithilt, ezután Minas Morgulnak nevezik. A Palantír hadizsákmány lesz. 2043-ban Earnur lesz Gondor királya. A Boszorkányúr kihívást intéz hozzá. 2050-ben újabb kihívás. Eärnur elmegy Minas Morgulba, és többé nem tér vissza. Mardd lesz az első uralkodó helytartó. 2063-ban Gandalf Dol Goldurba megy. Szauron visszavonul. Kezdetét veszi az Éber Béke időszaka. 2460-ban az Éber Béke vége. Szauron újult erővel tér vissza. 2463-ban megalakul a Fehér Tanács. Ez idő tájt találja meg Déagol és Szméagol a Gyűrűt. Déagol halála. 2470-ben Szméagol-Gollam elrejtőzik a Ködhegységben. 2475-ben Osgiliath végleg romba dől, kőhídja összeomlik.
2509-ben a Lórienbe utazó Celebrían rajtaütés áldozata lesz a Vörös-foki hágónál. 2510-ben Celebrían tengerentúli útra indul. Orkok és keletlakók törnek be Gondorba. Gondor már a végleges megsemmisülés szélén áll, amikor egy kis sereg, a rohírok Éorl vezetésével kisegítik. Cserébe Gondor ennek a népnek ajándékozza Calenardhont. Megalakul Rohan. 2569-ben megépül az Aranycsarnok. 2589-ben egy sárkány megöli I. Dáint. 2758-ban a Hosszú Tél. Sok szenvedés, sok halál Eriadorban és Rohanban. Gandalf a megyei nép segítségére siet. 2759-ben Szarumán letelepszik Vasudvardon. 2793-ban a törpök és orkok háborújának kezdete. 2799-ben a nanduhirioni csata, Mória Keleti Kapuja előtt. 2850-ben Gandalf ismét Dol Goldurba megy, rájön, hogy itt valóban Szauron az úr, és keresteti az Egy Gyűrűt. Gandalf rábukkan Thráinra, a törpre, aki halála előtt neki adja az Erebor kulcsát. 2852-ben elsorvad a Fehér Fa Minas Tirithben. 2890-ben Zsákos Bilbó születése a Megyében. 2901-ben megépül Henneth Annûn. 2907-ben megszületik Gilraen, II. Aragorn anyja. 2929-ben a dúnadán Arador fia Arathorn feleségül veszi Gilraent. 2930-ban Minas Tirithben megszületik II. Echtelion fia, II. Denethor.
2931-ben Aragorn születése. 2933-ban Arathorn halála. Gilraen Imladrisba viszi Aragornt. Elrond fiává fogadja, és az Estel (Remény) nevet adja neki. Származását eltitkolja.
2941-ben Tölgypajzsos Thorin és Gandalf felkeresi Bilbót. Bilbó találkozik Gollammal és megtalálja az Egy Gyűrűt. 2942-ben Bilbó a Gyűrűvel visszatér a Megyébe. Szauron visszamegy Mordorba. 2944-ben Gollam előjön a hegyek közül, és Bilbó nyomába ered. 2948-ban megszületik Thengel rohani király fia, Théoden. 2951-ben Szauron nyíltan fellép, és hatalomra tesz szert Mordorban. Barad-dûr újjáépül. Gollam Mordor felé kezd menni. Elrond feltárja Estelnek valódi nevét és származását. Arwen, aki nemrég tért vissza Lothlórienből találkozik Aragornnal, és egymásba szeretnek. 2954-ben a Végzet-hegye ismét lángba borul. 2956-ban Aragorn találkozik Gandalffal, barátságuk kezdete. 2968-ban Zsákos Frodó születése. 2976-ban Denethor feleségül veszi Finduilast. 2978-ban megszületik II. Denethor fia, Boromir. 2980-ban Aragorn Lórienbe érkezik, és megint találkozik Arwennel. Cerin Amroth dombján eljegyzik egymást. Gollam megismerkedik a Banyapókkal. Théoden lesz Rohan királya. 2983-ban megszületik Denethor kisebbik fia, Faramir. 2984-ben Denethor gondori helytartó lesz, miután apja meghal.
2988-ban Finduilas fiatalon meghal. 2989-ben Balin Móriába megy. 2991-ben Rohanban megszületik Éomund és Théodwyn fia, Éomer. 2994-ben Balin halála, a móriai törp-telep pusztulása. 2995-ben megszületik Éomer húga, Éowyn.
3000-ben Szarumán használni kezdi a palantírt. 3001-ben Bilbó búcsúünnepsége; 3002-ben Bilbó Elrond vendége lesz és letelepszik Völgyzugolyban. 3007-ben Gilraen halála

### A Nősziromföldi mészárlás – Isildur halála
Szauron bukása után Isildur, Elendil fia és örököse visszatért Gondorba. Amikor úgy érezte, hogy végre szabadon visszatérhet saját birodalmába, módfelett sietett, s elsőként Imladrisba kívánt menni, mert ott várt rá felesége és elsőszülött fia. Isildurral tartott három fia, Elendur, Aratan és Ciryon, és kétszáz fős testőrség kísérte őket. Utazásuk harmincadik napján közel jártak Nősziromföld északi szegélyeihez. Alkony borult rájuk, s ekkor hallották meg az orkok dermesztő lármáját. Legalább tízszer annyian voltak, mint a dúnadánok. Isildur fegyverhordozójának, Otharnak adta a Narsil törött pengéjét, és parancsba adta, hogy élete árán is vigye el a kardot Völgyzugolyba. Alighogy Othar eltávozott, megindult a küzdelem. Miután Ciryon és Aratan meghalt, Elendur arra kérte az apját fusson, és vigye magával a terhet is. Isildur felhúzta a Gyűrűt és azzal eltűnt. Futott, amerre a lába vitte, ám hirtelen akadályba ütközött. A sötétben ott gomolygott előtte az Anduin sötét vize. A nyomában pedig orkok loholtak, hisz hallották léptei neszét. Belegázolt a vízbe, ám a Gyűrű álnok ereje cserben hagyta Isildurt. Lecsúszott az ujjáról és belemerült a vízbe. Ekkor az éles szemű orkok lenyilazták és holtteste az Anduinba veszett, csakúgy, mint a Gyűrű.

### A Fekete Vész
1636-ban egy gonosz keleti szél egy katasztrófa magjait sodorta Gondorba. Az új király az összes gyermekével együtt egy pusztító betegség áldozatául esett. Természetesen nem ők voltak az egyedüliek. A betegség először a keletlakókat és Rhovanion földjét érintette, s mire a vész ideje elmúlt, azt beszélik, Rhovanion lakóinak csupán a fele élte túl. Osgiliathból kiindulva a Vész gyorsan végigsöpört Gondoron és a nyugati vidékek nagy részén, így a Megye is súlyos veszteségeket szenvedett. Rhovanionon kívül Osgiliathban volt a legtöbb halálos áldozat. A járvány tárva-nyitva hagyta Gondort a támadók számára, ám az ellenség is szenvedett a kórtól.

### Szméagol története
A nagy népvándorlások idején egy új faj, a hobbitok tűntek fel. Szintén több népre oszlottak. Egyik fajuk a sztúrok. Az Anduintól keletre eső vidéken éltek, azon a tájon, ahol a folyó áthalad Nősziromföldén.
A Gyűrű hollétéről azonban csaknem két és fél ezer éven keresztül nem tudott senki semmit. Egészen addig a napig, amíg Szméagol, egy hobbit és barátja, Déagol horgászni ment. Déagolt berántotta a vízbe a horgára akadt nagy hal, és amikor ismét a felszínre bukkant, a kezében egy aranygyűrű csillogott. Szméagol magának követelte a kincset. Déagol nem adta oda neki, ezért Szméagol megfojtotta barátját, és megkaparintotta a Gyűrűt, ami később a születésnapi ajándékának, majd a „drágaságának” nevezett. A Gyűrű ezután hatalmába kerítette a hobbitot, aki egy idő múlva beszélni is alig tudott, csak valami gurgulázó hangot adott ki. Ez volt az a hang, ami miatt a Gollam nevet ragasztották rá. Családja, közössége kiközösítette. Rettegett a fénytől, ezért a Köd-hegység egy barlangjába bújt el, ahol nyers halon és sötét vizű hegymélyi tavakból kifogott lények húsán élt. Egyetlen társa a Gyűrű volt. A gyűrű sokáig életben tartotta, ezért egy hobbit élet többszörösét is megélte mivel ő a gyűrű megtalálása előtt egy hobbit néphez tartozott.
Bár Szauron teste megsemmisült, szelleme ép maradt. Hiszen míg az Egy Gyűrű létezett, Szauron sem semmisülhetett meg. Miután a Bölcsek Tanácsa rájött, hogy Szauron él, minden erejükkel a Gyűrű kutatására szentelték. Így indult meg a Gyűrű keresése. Szauron Gollam megkínzásával és kihallgatásával jutott arra a következtetésre, hogy a gyűrű nem veszett el és így indította keresésére a nazgűl lovasokat.
A Sötét Úr arrol is tudomást szerzett, hogy a Gyűrű egy Zsákos Bilbó nevű hobbitnál van ugyanis Bilbó vette el Gollamtól a gyűrűt.

### Szarumán árulása
Szarumán hamarosan irigyelni kezdte Gandalfot, s ez a versengés végül gyűlöletté nőtt. Ezt ugyan titkolta, de érezte, hogy a Szürke az erősebb, könnyedén befolyásolja Középfölde lakóit, pedig elrejti hatalmát, és nem félelmet, sem tiszteletet nem kelt maga iránt.
Szarumán nem tartotta sokra, mégis félni kezdett tőle, mert sosem lehetett biztos benne, mennyire lát bele Gandalf a gondolataiba. Ezért örökké ellentmondott neki, tanácsait semmibe vette. Mint a leghatalmasabb istar kötelességének érezte, hogy a Hatalom Gyűrűivel, és azoknak történetével foglalkozzon. Ám rájött, hogy azok mekkora hatalommal tudják viselőjüket felruházni, fellobbant benne a hatalomvágy lángja. Letelepedett Vasudvardba, birtokba vette Orthanc tornyát. Itt volt egy palantír, amelyet idővel elfelejtettek az emberek.
Bizonyos, hogy a palantírokat igen kevesen használták, s a legtöbb ember még Númenorban sem hallott róluk. Miután Númenor elpusztult, és Elendil hajója magával hozta, szétosztotta fiai és maga között. Középföldén megerősített termekben, roppant tornyok tetején vigyázták őket a királyok, meg az uralkodók. A Kövek önmagukban csupán láttak: jeleneteket vagy alakokat közvetítettek távoli helyekről vagy a múltból. Ám erős akaratú emberek képesek voltak rá hogy irányítsák ezeket: fókuszálni, távolodni, forgatni. Ám ez az irányítás roppant fárasztó és kimerítő volt.
Kutatásai során, Szarumán minden bizonnyal sok mindent megtudott a kövekről és azt is tudta, hogy az Orthanc-kő még sértetlenül pihen a tornyába. Ám eközben Szarumán tudta nélkül, Szauron behálózta. Bábként kezdte használni gonosz terveihez.

## A Száműzöttek királysága

### Északi dinasztia ~ Arnor
Elendil – Númenor pusztulása után, hajója Eriador területén kötött ki és itt létrehozta önálló királyságát, Arnort. Az Utolsó Szövetség vezérei közé tartozott, legjobb barátja Gil-galad volt. Egy időben haltak meg. Kardja a híres Narsil volt.
Isildur – Elendil idősebbik fia. Númenor bukása után három hajóval Pelargirba sodródott, ahol fivérével, Anárionnal megalapította a gondori királyságot. Ithilia ura volt, Gondor társkirálya. Ő alapította meg Minas Ithilt, ahol egészen a Másodkor 3429-dik évéig élt. Ez az az év volt, amelynek során Szauron megtámadta a várost. Az Utolsó Szövetség seregeivel tért vissza Gondorba. 3441-ben apja mellett állt a harcban, végignézte öccse és apja halálát, majd levágta Szauron kezéről a Gyűrűt. Minas Arnorba elültette a Fehér Fák sarjait, ifjú unokaöccsét, Meneldilt bevezette az uralkodás rejtelmeibe. Ezután északra utazott, ahol apja halála után 3441-ben Arnor királya lett. Útközben, Nősziromföldnél, egy csapat ork támadta meg a kíséretét. Ő és három idősebb fia meghalt.
- Valandil – Arnor harmadik királya. A Másodkor 3430-adik éve körül születhetett, Imladrisban. Miután apja, és három bátyja meghalt a nősziromföldi mészárlásban, ő lett a király.
- Eldacar – Arnor negyedik királya
- Arantar – Arnor ötödik királya
- Tarcil – Arnor hatodik királya
- Tarondor – Arnor hetedik királya
- Valandur – Arnor nyolcadik királya, erőszakos halállal halt meg
- Elendur – Arnor kilencedik királya
- Earendur – Arnor tizedik és egyben utolsó királya. Amikor Earendur 261-ben meghalt, Arnort felosztották a három örökös között. A legidősebb Arthedain király lett.

### Arthedain
- Fornosti Amlaith – Arthedain első királya.
- Beleg – Arthedain második királya
- Mallor – Arthedain harmadik királya
- Celepharn – Arthedain negyedik királya
- Celebrindor – Arthedain ötödik királya
- Malvegil – Arthedain hatodik királya
- I. Argeleb – Arthedain hetedik királya. Mivel Isildur után se Rhudaurban, se Cardolanban, nem maradtak örökösök, I. Argeleb magának követelte egész Arnor uralmát. Rhudaur, amelyet Angmar irányított, megpróbált ellentmondani neki. Háború következett, és a király elesett
- I. Arveleg – Arthedain nyolcadik királya. Apja halálát követően, a Lindontól és Völgyzugolytól kapott segítséggel, visszaszorította a Torony-domboktól és Angmar és Rhudaur erőit. Öt éven keresztül sikerült megvédenie a Szeles-dombok, a Nagy Keleti Országút, és az alsó Szürke-Omboly melletti határvonalat. Hősi halált halt a Szeles dombok védelmekor.
- Araphor – Arthedain kilencedik királya. Trónra lépésének évében Círdan elűzte Angmar erőit Fornostból, és az Északi-dombságból.
- II. Argeleb – Arthedain tizedik királya. Engedélyt adott Marcsónak és Blankónak, hogy letelepedjen a Megyében.
- Arvegil – Arthedain tizenegyedik királya.
- II. Arveleg – Arthedain tizenkettedik királya

Araval – Arthedain tizenharmadik királya
- Araphant – Arthedain tizennegyedik királya, uralkodása alatt megújult a Gondorral való viszony.
- Arvedui – Arthedain tizenötödik és hegyben utolsó királya. Születésekor Malbeth, a látnok előre megmondta, hogy ő lesz az utolsó király, ezért kapta ezt a nevet. 1944-ben, Ondoher és fiai halál után magának követelte Gondor koronáját. Azt nem kapta meg, de Earnil Gondor királya ígéretet tett, szükség esetén segítséget nyújt. 1973 végén Arvedui segítséget kért Angmar ellen, de a hajóhad megérkezése előtt a Boszorkányúr lerohanta Arthedaint. Arvedui Lindonba küldte a fiát, ő maga a végsőkig kitartott. Menekülése után a lossothiaknál keresett menedéket. 1975-ben Círdan hajót küldött Forochelbe, hogy megmentse őt. Felszállt a fedélzetre, de a hajó jégcsapdába szorult, a király pedig vízbe fúlt.

### Angmar felemelkedése
Az Köd-hegység északi részének két oldalán, az Etten-sziktől északra fekvő területeken lévő boszorkánykirályság neve Angmar. Uralkodója a leghatalmasabbik nazgûl, akit később az angmari Boszorkányúrként ismertek. Fővárosa Carn Dûm volt. Angmar a Harmadkor 1300-dik éve táján vált jelentőssé. Az ezt követő hétszáz évben megpróbálta elpusztítani az északi dúnadánokat. Cardolan és Rhudaur hamar elesett. Az előbbit 1409-ben, az utóbbit még korábban pusztították el. De Arthedain – a völgyzugolyi és lindoni tündék segítségével egészen 1974-ig kitartott. 1975-ben a fornosti csatában a Boszorkánykirály legyőzte a lindoni sereget. Ám diadalma nem sokáig tartott…
1974-ben Angmar hatalma ismét feltámadt, és a Boszorkányúr a tél elmúltát meg sem várva benyomult Arthedainba, és elfoglalta Fornostot. Arvedui király a végsőkig kitartott az Északi-dombságon, majd pedig északra menekült, a lossothok országába. A lossothok primitív szegény „hó emberek”. Tőlük kért menedéket.
Amikor Círdan megtudta Arvedui fiától, hogy a király északra menekült, nyomban hajót küldött a felkutatására. A hajó csak sok-sok nap után ért oda a kedvezőtlen szél miatt, és meglátták a király jelzőtüzét. De abban az évben csak nehezen engedett fel a tél, és jóllehet március hava volt, a jég még csak épp hogy repedezni kezdett. Ám a hó-emberek nyugtalanok voltak, és egyikük így szólt a királyhoz: „Ne szállj fel erre a tengeri szörnyetegre! Ha a tengerészeknek van élelmük meg más holmijuk, amire szükségünk van, hozzák ide, te pedig itt maradsz, amíg a Boszorkányúr haza nem megy. Mert nyáron elhalványodik a hatalma, de most halálos a lehelete.”
De Arvedui nem fogadta meg a tanácsot. Köszönetet mondott a népnek és vezetőjüknek odaadta gyűrűjét, amit ha a hó-emberek szükséget szenvednének, népe visszaváltja tőlük, bőségesen megadva mindent, amit csak kívánnak.
A hajó még ki sem ért a nyílt tengerre, amikor nagy szélvihar támadt, és jégtorlaszokat halmozott fel a hajó körül és az éjszaka folyamán a hajótestet összeroppantotta a jég és a hajó elsüllyedt. Így pusztult el Arvedui, és vele együtt az északi palantírok is elvesztek…

### Vezérek
- Aranarth – Dúnadán, az Északi Dúnadánok első vezére. Arvedui, Arthedain utolsó királyának idősebbik fia.
- Araheal – Az Északi Dúnadánok második vezére
- Aranuir – Az Északi Dúnadánok harmadik vezére
- Aravir – Az Északi Dúnadánok negyedik vezére
- I. Aragorn – Az Északi Dúnadánok ötödik vezére. Farkasok ölték meg.
- Araglas – Az Északi Dúnadánok hatodik vezére
- I. Arahad – Az Északi Dúnadánok hetedik vezére
- Aragost – Az Északi Dúnadánok nyolcadik vezére
- Aravorn – Az Északi Dúnadánok kilencedik vezére
- II. Arahad – Az Északi Dúnadánok tizedik vezére
- Arassuil – Az Északi Dúnadánok tizenegyedik vezére. Vezérsége alatt az orkok sok gondot okoztak Eriadorban.
- I. Arathorn – Az Északi Dúnadánok tizenkettedik vezére. Erőszakos halált halt.
- Argonui – Az Északi Dúnadánok tizenharmadik vezére
- Arador – Az Északi Dúnadánok tizennegyedik vezére. Hegyi trollok ölték meg az Etten-mocsárban.
- II. Arathorn – Az Északi Dúnadánok tizenötödik vezére. A Harmadkor 2930-dik évétől számítjuk uralkodását. 2929-ben feleségül vette Gilraent, egyetlen gyermekük volt, akinek az Aragorn nevet adták.
- II. Aragorn – lásd A Gyűrűk Ura

## Déli dinasztia ~ Gondor
- Isildur és Anárion – Elendil két fia. Númenor pusztulása után hajójukkal Pelargirba sodródtak, és itt megalapították Gondort. Anárion Minas Arnorban, Isildur Minas Ithilben. Islidur városa elfoglalása után Északra menekült. Anárion eközben Osgiliath városát és Anduin partját védte. Isildur története ezután az Északi Dinasztiában folytatódott. Anárion később az Utolsó Szövetség seregével behatolt Mordorba. A Barad-dûrból kihajított kő végzett vele.
- Meneldil – Dúnadán, Anárion fia, Gondor harmadik királya. Fiatalon került trónra.
- Cemendur – Gondor negyedik királya
- Erendil – Gondor ötödik királya
- Anardil – Gondor hatodik királya
- Ostoher – Gondor hetedik királya. Újjáépítette Minas Arnort, nyaranta ott lakott.
- I. Rómendacil – Gondor nyolcadik királya. Neve a keletlakók fölött aratott győzelemre utal. Egy későbbi csatában éppen a keletlakók végeztek vele. Születésekor a Tarostar nevet kapta.
- Turambar – Gondor kilencedik királya. Nagy diadalt aratott a keletlakók felett, és növelte Gondor felségterületét.
- I. Atanar – Gondor tizedik királya
- Siriondil – Gondor tizenegyedik királya
- Tarannon Falastur – Gondor tizenkettedik királya. Az első „Hajókirály”. Születésekor kapott neve Tarannon volt. Ő kezdte el azt a politikát, amit utódai egészen 1200-ig folytattak. Hajókat épített, és terjeszkedni próbált a Belfalas-öböl környékén, valamint az attól délre eső részeken. Az első olyan király, akinek nem született gyermeke. Utóda az unokaöccse lett.
- I. Earnil – Gondor tizenharmadik királya. A második „Hajókirály”. Helyrehozta Pelargirt, nagy hajókat épített, és elfoglalta Umbart a Fekete Númenoriaktól. Vízbe fúlt, mikor flottája Umbar mellett viharba került.
- Ciryandil – Gondor tizennegyedik királya. A harmadik „Hajókirály”. Folytatta apja politikáját, hajókat épített. Haradwaithban halt meg, amikor a haradiakkal küzdött.
- I. Hyarmendacil – Gondor tizenötödik királya, az utolsó „Hajókirály”. Koronázásakor még Ciryahernek hívták, de 1050-ben, miután legyőzte a haradiakat, és rábírta őket, hogy ismerjék el Gondor uralmát, felvette királyi nevét. Uralkodása alatt jutott el Gondor hatalma csúcsára.
- II. Atanar Alcarin – Gondor tizenhatodik királya. Gondor ebben az időszakban virágozott, hatalma csúcspontján volt. Imádta a fényűzést, de semmit sem tett a hatalom megőrzése érdekében. Nem tartotta fontosnak Mordor figyelését. A királyi koronát kicserélte egy drága fémekből készített, ékköves díszre.
- I. Narmacil – Gondor tizenhetedik királya. Lusta volt, gyermeke nem született.

Calmacil – Gondor tizennyolcadik királya.
- Minalcar- II. Rómendacil – Gondor tizenkilencedik királya. Eredeti neve Minalcar volt. Narmacil király unokaöccse. Tehetségesnek bizonyult, ezért Narmacil, majd később a saját apja is régenssé tette. 1248-ban nagy győzelmet aratott a keletlakók felett, Gondor hatalma egészen a Rhûn-tengerig terjedt. Diadala után nevezték Rómendacilnak. Később megkoronázták. Számos fontos intézkedést foganatosított, egyebek mellett megerősítette az Anduin határvonalát és megépíttette az Argonatht. 1250-ben fiát, Valacart átküldte Vidugavia, az északiak királyának udvarába, hogy biztosítsa katonai erejét ezzel a szövetséggel. Ez önmagában véve bölcs lépés volt, később mégis ez okozta a Rokonviszályt.
- Valacar – Gondor huszadik királya. Apja, II. Rómendacil, Vidugavia udvarába küldte, hogy fejlessze a kapcsolatot Gondor és az északiak között, és hogy Valacar így eltanulhassa e fontos szövetségesek módszereit. Ő azonban ennél többet tett. Megkedvelte az északiakat, feleségül vette Vidumavit. Gyermekük, Eldacar, így félig dúnadán.
- Eldacar – Gondor huszonegyedik királya. Mivel az anyja nem volt dúnadán, és mivel Rhovanionban született és fiatalkorában Vinitharyának nevezték, úgy tartottak, nem lehet annyira dúnadán, mint egy valódi gondori, ezért a királyi család fellázadt ellene. Ez a lázadás a Rokonviszály.
- II. Hyarmendacil – Gondor huszonnegyedik királya. Eredeti neve Vinyarion volt, de miután legyőzte a haradiakat, felvette a Hyarmendacil nevet
- Minardil – Gondor huszonötödik királya. Pelargirnél, a kalózokkal vívott csatában esett el.
- Telemnar – Gondor huszonhatodik királya. A fiaival együtt a nagy járvány idején pusztultak el.
- Tarondor – Gondor huszonhetedik királya. A nagy járvány után uralkodott. Gondor valamennyi királya közül ő maradt a legtovább a trónon. Ő ültette el a Fehér Fa egyik hajtását, állandó székhelye Minas Arnorban.
- Telumehtar Umbardacil – Gondor huszonnyolcadik királya. 1810-ben a kalózok támadásai miatt elfoglalta Umbart.
- II. Narmacil – Gondor huszonkilencedik királya.
- Calimahtar – Gondor harmincadik királya.
- Ondoher – Gondor harmincegyedik királya. Uralkodása alatt Gondort keletről, és délről megtámadták az ekhósok és a velük szövetkezett haradiak. Meghalt fiaival együtt.
- II. Earnil – Gondor harminckettedik királya. Nagy katona, annak a déli seregnek a kapitánya, amelyik az 1944-ben, két csatában is legyőzte a haradiakat és az ekhósokat.
- Eärnur – Gondor harmincharmadik királya. Kisegítette az északiakat az Angmar ellen folytatott harcban. 2043-ban, amikor a Boszorkányúr, már Minas Morgulban élt, kihívta Gondor királyát, Eärnurt párharcra. Helytartója, Mardil tartotta vissza a kihívás elfogadásától. 2050-ben azonban a Nagy Lidérc ismét kihívta. Ekkor Minas Morgulba lovagolt – soha többé nem került elő. Halálával megszakadt Anárion vérvonala.

### A rokonviszály
Gondor nagy polgárháborúja, amely a Harmadkor 1432-dik évétől 1448-ig tartott. A háború oka az volt, hogy a dúnadánok közül többen úgy vélték, Eldacar alkalmatlan az uralkodásra, mert nem tisztavérű dúnadán. Mire Eldacar a trónra került, az elégedetlenség általánossá vált. A lázadók, akik közül a legjelentősebb Castamir volt, megostromolták Osgiliatht, Eldacar városát. 1437-ben a király menekülni kényszerült, anyja népéhez futott. Osgiliatht ennek ellenére felperzselték, a palantír odaveszett. Ornendil, Eldacar fia, Castamir foglya lett, aki kivégeztette, majd elfoglalta a király helyét. Az új király kegyetlen volt, csak a flottákkal foglalkozott, így a Gondor belső részén élők hamar meggyűlöltél. Tíz évig tartó száműzetés után, 1447-ben visszatér Eldacar. Nem egyedül érkezett, egy északi sereg kísérte. Calenardhon, Ithilia és Anórien lakói támogatták. Az Erui gázlónál lezajlott csatában megölte Castamirt, majd megostromolta Pelargirt, a lázadók utolsó állását.
Aldamir – Gondor huszonharmadik királya.

## Gondor hanyatlása
Minas Tirith – a hajdan oly szép és népes város – ereje gyengülni kezdett. A Nyugattól átvett régi bölcsességnek hátat fordítottak. A királyok ragyogóbb sírboltokat építettek, mint az élők házai voltak, és többre becsülték az őseik ősi nevét, sem mint tulajdon fiaikét. Gyermektelen urak üldögéltek kopott termekben, címereken merengve vagy magas, hideg tornyokban a csillagokat faggatva. Így aztán Gondor hanyatlásnak indult.
Miután a Boszorkányúr elmenekült az Evendim síkján vívott csatából, visszament Mordorba, és ismét támadó erőket készített elő. Elfoglalta Minas Ithilt, amit ezen túl csak Minas Morgulnak neveztek. 2043-ban párbajra hívta Gondor királyát, Eärnurt, aki először nem ment el. 2050-ben újra párbajra hívta és a király keletre ment, hogy megvívjon vele, de Eärnur nem tért vissza többé, a trónnak nem volt örököse. A királyok sora megszakadt, a Fehér Fa kiszáradt. Gondor irányítása csekélyebb emberek kezébe került, a helytartók kezébe. A város elnéptelenedése megkezdődött.

### Uralkodó Helytartók
- Mardil – Gondor első uralkodó helytartója. A király eltűnését követően ő lett az uralkodó „a király visszatértéig”, mert csak így lehet megakadályozni, hogy a királyi család tagjai közötti viszály polgárháborúhoz vezessen.
- Eradan – Gondor második uralkodó helytartója.
- Herion – Gondor harmadik uralkodó helytartója.
- Belegorn – Gondor negyedik uralkodó helytartója.
- I. Húrin – Gondor ötödik uralkodó helytartója.
- I. Túrin – Gondor hatodik uralkodó helytartója.
- Hador – Gondor hetedik uralkodó helytartója. Ő hajtotta végre a helytartók időszámításában az utolsó millenáris igazítást.
- Barahir – Gondor nyolcadik uralkodó helytartója.
- Dior – Gondor kilencedik uralkodó helytartója.
- I. Denethor – Gondor tizedik uralkodó helytartója. Uralkodása vége felé Ithiliát lerohanták az mordori urukok, akiket Denethor fia, Boromir vert vissza.
- Boromir – Gondor tizenegyedik uralkodó helytartója.
- Cirion – Gondor tizenkettedik uralkodó helytartója. Uralkodása alatt folyamatosan mozgolódtak ellenségei, főként az umbari kalózok. Gondor nem bírta visszaverni ellenségeit. A rohíroktól kapott váratlan segítség mentette meg őket a pusztulástól. A rohírok megkapták Rohant.
- Hallas – Gondor tizenharmadik uralkodó helytartója.
- II. Húrin – Gondor tizennegyedik uralkodó helytartója.
- I. Belecthor – Gondor tizenötödik uralkodó helytartója.
- Orodreth – Gondor tizenhatodik uralkodó helytartója.
- I. Ecthelion – Gondor tizenhetedik uralkodó helytartója.
- Egalmoth – Gondor tizennyolcadik uralkodó helytartója.
- Beren – Gondor tizenkilencedik uralkodó helytartója. 2757-ben Gondort megtámadta a három nagy umbari flotta, a támadókat csak nehezen tudták visszaverni. Beren átadta Vasudvardot Szarumánnak, mert azt hitte, a varázsló majd megvédi Rohant, amit a Hosszú Tél, és a vademberek támadása meggyengített.
- Beregond – Gondor huszadik uralkodó helytarytartója
- II. Belecthor – Gondor huszonegyedik uralkodó helytartója. Halálakor (2872) a Fehér Fa kipusztult, és nem találtak csemetét, amivel pótolni tudták volna.
- Thorondir- Gondor huszonkettedik uralkodó helytartója.
- II. Túrin – Gondor huszonharmadik uralkodó helytartója. Megépítette Henneth Annûnt.
- Turgon – Gondor huszonnegyedik uralkodó helytartója.
- II. Ecthelion – Gondor huszonötödik uralkodó helytartója.
- II. Denethor – Gondor huszonhatodik uralkodó helytartója. Lásd GyU
- Faramir – Gondor huszonhetedik uralkodó helytartója. Csak pár napig uralkodott. Lásd GyU

### Cirion és Éorl ~ Gondor és Rohan barátsága
Míg az éothéodok hajdani otthonukban éltek, Gondor minden bizodalma bennük volt, mert tőlük szereztek minden értesülést arról, ami azon a földön történt. Az éothéodok az északlakók maradékai voltak, s azt tartották róluk, ősi rokonságban állnak a dúnadánokkal.
Ám az utolsó előtti déli király idejében az éothéodok új otthont kerestek. Új országuk a Bakacsinerdőtől északra feküdt.
2489-ben Cirion lett Gondor helytartója. Ám a keletlakók és Umbar kalózai hatalmas fenyegetést jelentettek az amúgy is hanyatló királyságra. És 2509 tele is elmúlt, mire Gondorhoz is eljutott a hír, hogy nagy támadás készül Gondor ellen. A veszély órájában Cirionnak kétségbeesésében az éothéodok jutottak eszébe, s úgy határozott, futárokat meneszt hozzájuk. És a futár, akit Borondirnak hívtak egyedül ért célba, társait lemészárolták. De aztán összegyűlt a teljes sereg, Éorl vezetése alatt. Követte az Anduin folyását és végül eljutott Celebrant-mezejére, ahol aztán a végső pillanatban visszafordította Gondor végzetesnek tűnő hátrányát.
A csata végén a két uralkodó a csatamezőn találkozott. Cirion hálája jeléül odaajándékozta Calenardhon tartományát az éothéodoknak. És Éorl pedig így szólt: „Magam és az északi éothéodok nevében fogadom tehát, hogy örök barátságot tartok fenn köztünk és a nyugati Nagy Nép között: ellenségei a mi ellenségeink lesznek, szükségük a mi szükségünk, s akármilyen gonoszság, veszedelem vagy támadás fenyegetné őket, mi legvégső erőnkig segítségükre leszünk annak elhárításában. Ezen esküm utódaimra száll, akik megöröklik ezt az új országot… ha megszegnék, hulljon rájuk homály, s legyenek átkozottak!”
A rohírok érkezését követő 250 évben nyugalom volt. A 2758-as év csaknem végzetes volt. A háború az időjárással együtt kis híján végzett a nyugati népekkel Eriadortól Gondorig. Az umbari kalózok szövetségre léptek a haradiakkal, és három hatalmas hajóhadat küldtek, hogy ostromolják Gondor partjait a Vas-folyótól egészen az Anduinig. Egész Gondor háborúban égett.
Rohan nem siethetett Gondor segítségére saját problémái miatt. Megalapítása óta Rohan szemben állt a dúnföldiekkel, akik az északiakat betolakodóknak tekintették. A csatározások csaknem azonnal megkezdődtek a Vas-folyó, rohan és dúnfölde határa mentén. 2710-ben néhány dúnföldinek sikerült bevenni és megtartani Vasudvardot. Helm király és a dúnföldiek egyik nagy földbirtokosa közötti összetűzés elmélyítette a konfliktust. Amikor a keletlakók átkeltek az Anduinon, mialatt hajóhadak Gondort támadták, a dúnföldiek kihasználták a helyzetet. A Vas-folyó és a Lefnui torkolatánál partra szálló déliekkel szövetkezve nyugat felől támadták meg Rohant. Helm hadserege vereséget szenvedett a Vas-folyó átkelőjénél. Lovasvég azon lovasai, akik túlélték az összecsapást, arra kényszerültek, hogy visszavonuljanak a hegyek közötti völgyekbe.
A hadi veszteségek tetézésére hosszú kemény tél állt be. Novembertől márciusig hó takarta a vidéket egészen a Fehér-hegységig. Az élelem és a tüzelő kevés volt, s emiatt már a tél közepén éhínséggel küzdött a nép és sok ezren pusztultak el szerte északnyugaton.
A tavasz a rohíroknak kedvezett. Helm unokaöccse által vezetett csapat, kiűzte a dúnföldieket Edorasból, a bitorlóknak nem volt hova menniük, mivel az olvadó hó elárasztotta a síkságot. Mivel a hegyektől délre az időjárás enyhébb volt, Gondor szembeszállhatott támadóival, és tavasszal már Rohan segítségére is indulhattak. A dúnadánok érkezésével az ellenség maradékát is sikerült elűzni. Még Vasudvardot is visszaszerezték, és a gondori király engedélyével Szarumán elfoglalta Orthanc tornyát.